# One Mile from Heaven
One Mile from Heaven è un film del 1937 diretto da Allan Dwan. La sceneggiatura si basa sul The Koudenhoffen Case di Judge Ben B. Lindsey e Wainwright Evans, apparso nel libro The Revolt of Modern Youth pubblicato a New York nel 1925.

## Trama
Mentre indaga su una falsa storia di omicidio in un quartiere nero, la giornalista Lucy "Tex" Warren nota una bambina di nome Sunny che sembra essere bianca. Tex incontra anche la madre di Sunny, Flora Jackson, una sarta di colore. Sospettosa dell'affermazione, Tex e altri giornalisti indagano, solo per presentare prove (foto e un registro ospedaliero) a sostegno della richiesta di Flora Jackson. Tex incontra quindi un detenuto che afferma che Sunny è in realtà la figlia di un criminale defunto, tale Cliff Lucas, che ha preso la bambina da sua moglie Barbara quando questa ha tentato di lasciarlo e poi ha assunto Flora Jackson per prendersi cura della bambina. Dopo che Lucas è stato ucciso dalla polizia in uno scontro a fuoco, Flora non voleva che la bambina finisse in un orfanotrofio, quindi ha cresciuto Sunny come fosse sua figlia. Barbara, che credeva Sunny morta, dopo essere stata informata che sua figlia è ancora viva (Cliff Lucas le aveva detto che la bambina era annegata per poterla tenere con sé), chiede a Flora Jackson di riavere la figlia ma, dopo aver visto il forte attaccamento di Flora a Sunny, chiede a Flora di vivere con loro come infermiera. Nel frattempo, il giudice proibisce a Tex di pubblicare la storia sul giornale locale, sentendo che la sua notorietà influenzerebbe negativamente Sunny.

## Produzione
Il film fu prodotto dalla Twentieth Century Fox Film Corporation

## Distribuzione
Il copyright del film, richiesto dalla Twentieth Century-Fox Film Corp., fu registrato il 13 agosto 1937 con il numero LP7681.
Distribuito dalla Twentieth Century Fox Film Corporation, il film fu presentato a New York il 18 agosto 1937.